# Tryphoninae
Tryphoninae (лат.) — подсемейство паразитических наездников семейства Ichneumonidae из отряда Перепончатокрылые. Насчитывает 51 род. Личинки большинства видов паразитируют в личинках пилильщиков, некоторые виды (например, рода Netelia) — паразиты гусениц чешуекрылых. Встречаются повсеместно.

## Палеонтология
В ископаемом состоянии известны из раннего эоцена США. Найдены также в уазском янтаре. 

## Систематика
Мировая фауна включает 57 родов и около 1250 видов, в Палеарктике — 43 рода и около 580 видов. Фауна России включает 38 родов и 400 видов наездников-ихневмонид этого подсемейства.
- триба: Eclytini

- род: Eclytus Holmgren, 1855

- триба: Exenterini

- род: Acrotomus Holmgren, 1855
- род: Cteniscus Haliday in Curtis, 1832
- род: Cycasis Townes in Towneset Townes, 1965
- род: Eridolius Foerster, 1868
- род: Excavarus Davis, 1897
- род: Exenterus Hartig, 1837
- род: Exyston Schioedte, 1839
- род: Kristotomus Mason, 1962
- род: Orthomiscus Mason, 1955
- род: Smicroplectrus Thomson, 1883

- триба: Idiogrammatini

- род: Idiogramma Foerster, 1868

- триба: Oedemopsini

- род: Atopotrophos Cushman, 1940
- род: Cladeutes Townes, 1969
- род: Hercus Townes, 1969
- род: Neliopisthus Thomson 1883
- род: Oedemopsis Tschek, 1868
- род: Thymariodes Kasparyan, 1988 †
- род: Thymaris Foerster, 1868

- триба: Phytodietini

- род: Netelia Gray, 1860
- род: Phytodietus Gravenhorst, 1829

- триба: Sphinctini

- род: Sphinctus Gravenhorst, 1829

- триба: Tryphonini

- род: Boethus Forster, 1869
- род: Cosmoconus Foerster, 1868
- род: Ctenochira Foerster, 1855
- род: Dyspetes Foerster, 1868
- род: Erromenus Holmgren, 1855
- род: Grypocentrus Ruthe, 1855
- род: Lagoleptus
- род: Monoblastus Hartig, 1837
- род: Neleges Foerster, 1868
- род: Otoblastus Förster, 1869
- род: Parablastus Constantineanu, 1973
- род: Polyblastus Hartig, 1837
- род: Thibetoides Davis, 1897
- род: Tryphon Fallén, 1813